# Yo! Bum Rush The Show
Yo! Bum Rush the Show es el álbum debut de la banda estadounidense de hip-hop Public Enemy, lanzado en Estados Unidos el 26 de enero de 1987 por Def Jam Recordings. El logo del grupo, la silueta de un hombre afroamericano en la mira de un rifle, debutó en carátula de este disco. Yo! Bum Rush the Show ofrece un sonido pesado del equipo de producción The Bomb Squad.
El álbum alcanzó el número 125 en la lista Billboard 200 y el número 28 en la lista Top R&B/Hip-Hop Albums. La revista NME lo nombró el álbum del año 1987 en su encuesta de críticos. El escritor Cheo H. Coker lo ha citado, junto a Licensed to Ill de Beastie Boys (1986) y a Radio de LL Cool J (1985), como uno de los tres discos más influyentes en la historia del hip-hop. En 1998 fue seleccionado como uno de los cien mejores discos de rap según la revista The Source. El 2003 fue ubicado en el puesto número 497 de los 500 mejores álbumes de todos los tiempos de la revista Rolling Stone.

## Música
Según Jon Pareles del The New York Times, "desde su primer álbum, Yo! Bum Rush the Show de 1987, el grupo se ha promocionado como una destilación de la furia negra y la resistencia. Pretendía ser la voz de una comunidad, no solo otro grupo de presumidos". En Yo! Bum Rush the Show debuta el estilo de producción de sample/heavy de The Bomb Squad, el que es importante en los siguientes trabajos del grupo. Joe Brown del The Washington Post describió la música del álbum como "una marca más seria de la agresión de los barrios marginales", en comparación con Licensed to Ill de Beastie Boys (1986), sus compañeros de discográfica. Sobre su estilo musical, Brown escribió que "el rap mezquino y minimalista de Public Enemy está marcado por una ausencia absoluta de melodía - el tenebroso sonido es solo un pulso palpitante, baterías duras y un gemido electrónico diseñado para irritar, como el taladro de un dentista o un mosquito persistente". El sonido del álbum es acentuado por el Scratch del DJ Terminator X. El escritor del Chicago Tribune, Daniel Brogan, describió el estilo de Public Enemy en este álbum como "crudo y confrontacional", escribiendo que el grupo no apunta ni tiene oportunidad de ganar aceptación en el público".

## Lista de canciones
1. "You're Gonna Get Yours" (Chuck D, Hank Shocklee) - 4:04
2. "Sophisticated Bitch" featuring Vernon Reid of Living Colour (Chuck D, William Drayton, Flavor Flav, Shocklee) - 4:30
3. "Miuzi Weighs a Ton" (Chuck D, Shocklee) - 5:44
4. "Timebomb" (Chuck D, Shocklee) - 2:54
5. "Too Much Posse" (Chuck D, Drayton, Flav, Shocklee) - 2:25
6. "Rightstarter (Message to a Black Man)" (Chuck D, Shocklee) - 3:48
7. "Public Enemy No. 1" (Chuck D, Shocklee) - 4:41
8. "M.P.E." (Chuck D, Drayton, Flav, Shocklee) - 3:44
9. "Yo! Bum Rush the Show" (Chuck D, Drayton, Shocklee) - 4:25
10. "Raise the Roof" (Chuck D, Eric Sadler, Shocklee) - 5:18
11. "Megablast" (Chuck D, Drayton, Flav, Shocklee) 2:51
12. "Terminator X Speaks With His Hands" (Chuck D, Drayton, Sadler, Shocklee) - 2:13